# 窪田二葉
窪田 二葉（くぼた ふたば、1978年2月28日 - ）は、日本の女子テニス選手。群馬県出身。

## 経歴
高校時代にインターハイでダブルス優勝、高校生のランキングでも2位となった。また国際大会の舞台でも世界スーパージュニアテニス選手権大会でダブルスで1993年に占部奈美と、1994年にミリヤナ・ルチッチと準優勝をしている。日本大学進学後プロに転向するが周囲のプレッシャーなどから2年後に引退した。その後は1年のイギリス留学ののちゴルフやマウンテンバイクなどに取り組んだが、現在は父親の経営するサプリメント販売会社に就職している。